# ویتمنتس
وِتْمان (انگلیسی: Vetements) شرکت کالای لوکس سوئیسی است، که در سال ۲۰۱۴ تأسیس شد.